# Riin Tamm
Riin Tamm (ur. 12 sierpnia 1981 koło Põlvy, Estonia) – estońska specjalistka w zakresie genetyki i biologii molekularnej, propagatorka nauki.

## Życiorys
Riin Tamm urodziła się na wsi Peri niedaleko od miasta Põlva. Jest córką dwojga lekarzy. W 2000 roku ukończyła gimnazjum im. Miiny Härmy w Tartu. Następnie studiowała biologię molekularną na Uniwersytecie w Tartu, gdzie obroniła pracę doktorską, przygotowaną pod kierunkiem Andresa Metspalu. Obecnie pracuje w ośrodku biologicznym przy Estońskiej Akademii Nauk (est.: Eesti Teaduste Akadeemia).
Jako popularyzatorka osiągnięć naukowych w Estonii Riin Tamm często występuje na łamach prasy, m. in. w gazecie „Postimees”. Regularnie bierze udział w audycjach radiowych „Kuku Raadio” i „Padające jabłko” (est.: Kukkuv Õun). Jest także uczestniczką estońskiej audycji telewizyjnej „Terevisioon”.

## Nagrody i członkostwo w towarzystwach naukowych
Jest członkinią zarządu Estońskiego Towarzystwa Genetyki Człowieka. Wchodzi w skład komitetu redakcyjnego czasopisma „World Journal of Gastrointestinal Pharmacology and Therapeutics”.
W 2012 roku przyznano jej 2. Estońską Narodową Nagrodę w Komunikacji Nauki w kategorii “Najlepszy popularyzator-naukowiec, dziennikarz i nauczyciel etc w obszarze nauki i technologii”.